# Eduardo Clifford Spencer

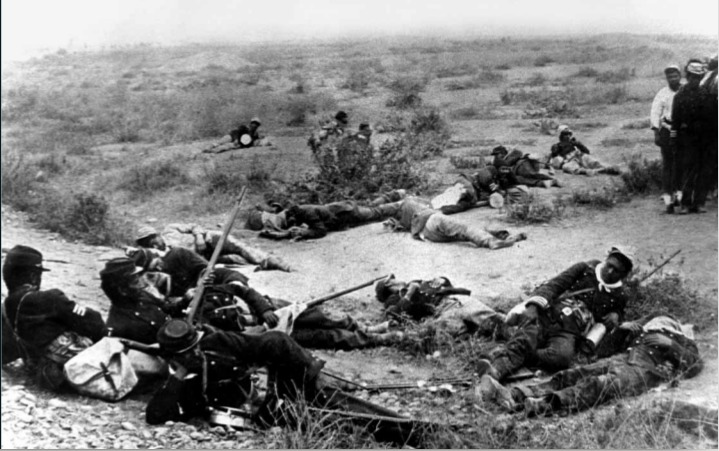
Soldados heridos tras la batalla de Miraflores en una foto de Spencer

Eduardo Clifford Spencer (nacido como Edward Clifford Spencer; Iowa, Estados Unidos, 1844-Providencia, Chile, 27 de marzo de 1914) fue un fotógrafo de origen estadounidense radicado en Chile desde aproximadamente 1865-1870.

## Biografía
Fue hijo del pastor James H. Spencer y Sara Lafferty, vecinos de Calgary y Saint John (Canadá). Antes de 1875 se casó con Javiera de Bow, con quien tuvo tres hijos: James Herbert (castellanizado como Santiago Heriberto), Sally y Javiera  Spencer de Bow.
Entre 1865 y 1870 llegó a Chile, donde se estableció como fotógrafo, primero en Santiago y antes de 1875 en Valparaíso, donde se asoció con Carlos Bischoff en la sociedad Bischoff y Spencer.
En 1879 se declaró la Guerra del Pacífico y Spencer partió al campo de batalla asociado a Carlos Díaz Escudero. Viajó con la autorización del ejército chileno a documentar la campaña militar chilena en Bolivia y Perú. Las condiciones técnicas solo permitían que el fotógrafo se limitara a retratar a los principales jefes del ejército y las tropas antes o después de las batallas, a los prisioneros y muertos enemigos, y las ruinas de las ciudades enemigas. Tras la guerra, fue condecorado por el gobierno chileno.